# 精彩火鍋
精彩火鍋起源於台南市的吃到飽自助式火鍋店。創始店於2009年12月初開設於台南市德安百貨，2010年開始拓展分店，目前在臺北市、新竹市、臺中市、臺南市與高雄市共有六家分店。